# Vallei van Mexico

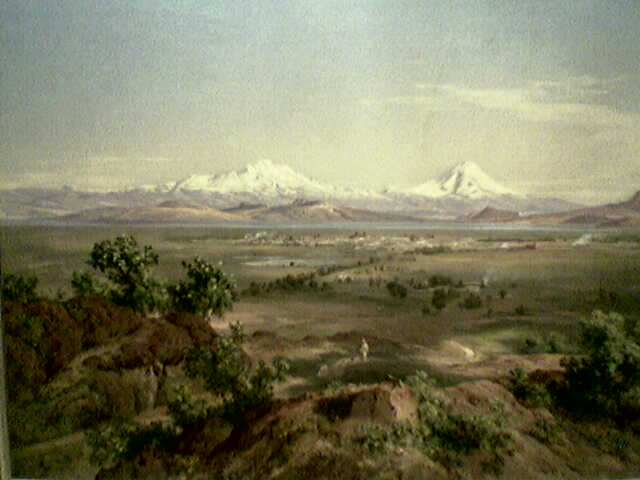
"Vallei van Mexico" geschilderd door José Maria Velasco, 19e eeuw.

De Vallei van Mexico (Spaans: Valle de México) is een dal in Centraal-Mexico.
De vallei heeft een hoogte van ongeveer 2200 meter en wordt begrensd door de Sierra Madre en de vulkanen van de Trans-Mexicaanse Vulkanengordel. De Vallei van Mexico vormt het zuidelijke deel van de Mexicaanse Hoogvlakte. Ten oosten van de vallei bevindt zich de Vallei van Puebla-Tlaxcala, ten zuiden de Balsas-depressie, ten westen de Vallei van Toluca en ten noorden de Vallei van Hidalgo.
Het behoort niet tot het afvloeiingsgebied van een zee of oceaan; in het midden van de vallei ligt het Texcocomeer, dat voor een groot deel is drooggevallen. Mexico-Stad ligt in de Vallei van Mexico en vanwege het feit dat de vallei omringd is door bergen blijft de smog, veroorzaakt door de vele uitlaatgassen, hangen boven Mexico-Stad.
De vallei was achtereenvolgens het vestigingsgebied van de Teotihuacánen, Tolteken en Azteken.